# みやき町立三根東小学校
みやき町立三根東小学校（みやきちょうりつ みねひがししょうがっこう）は、佐賀県三養基郡みやき町大字天建寺にある町立小学校。

## 概要
歴史
1875年（明治8年）に創立した小学校3校（開蒙・新徳・開文）を源流とする。数回の統合・改組・改称を経て、現校名になったのは2005年（平成17年）。2025年（令和7年）には創立150周年を迎える。
校章
中央に校名の略称である「東小」の文字を配している。
校歌
1948年（昭和23年）に制定。作詞は大川伝次（当時の教頭）、作曲は陶山聡による。歌詞は3番まであり、2番の歌詞中に校名の「三根東」が登場する。
校区
住所表記で「三養基郡みやき町」の後に「大字 西島・坂口・天建寺」が続く地域。中学校区はみやき町立三根中学校。

## 沿革
- 1875年（明治8年）- 天建寺村の私宅に「開蒙小学校」、坂口村の私宅に「新徳小学校」、西島村の光清寺に「開文小学校」が創立。
- 1876年（明治9年）- 市武小学校[3]（基素[4]小学校）に統合され、その分校となる。
  - 「市武小学校 天建寺分校」・「市武小学校 坂口分校」・「市武小学校 西島分校」
- 1877年（明治10年）- 天建寺分校が土井内の葛城神社内に新築移転。坂口分校と西島分校の校舎も新築される。
- 1882年（明治15年）- 天建寺分校が南島に移転。
- 1888年（明治21年）- 天建寺分校と坂口分校を統合の上、天坂分校とする。若宮神社の東に移転。坂口分舎を設置。
  - 「尋常市武小学校 天坂分校」（坂口分舎）・「尋常市武小学校 西島分校」
- 1889年（明治22年）4月1日 - 町村制施行により、三根郡3村（天建寺・坂口・西島）が合併し、南茂安村[5]が発足。
- 1890年（明治23年）- 天建寺分校と西島分校を統合し、「尋常市武小学校 天島分校」とする。坂口分舎は存続。
- 1892年（明治25年）- 尋常市武小学校から分離の上、「南茂安尋常小学校」として独立。
- 1885年（明治29年）4月 - 三根郡、養父郡、基肄郡が統合の上、三養基郡となる。
- 1901年（明治34年）4月1日 - 子守児童を対象に特別学級を編成。
- 1903年（明治36年）- 特別学級を廃止。校舎を増築。
- 1907年（明治40年）- 校舎を増築。
- 1908年（明治41年）4月 - 尋常科が6年制となり、尋常科5・6年を新設。
- 1910年（明治43年）
  - 3月31日 - 三ヶ村[6]学校組合立 三根高等小学校が廃止される。
  - 4月1日 - 高等科を併置の上、「南茂安尋常高等小学校」に改称。
- 1912年（明治45年）- 校舎3棟を増築。
- 1919年（大正8年）- 本校と坂口分舎に夜間の補習学校を設置。
- 1926年（大正15年）4月 - 青年訓練所充当南茂安実業補習学校を併置。
- 1928年（昭和3年）5月 - 筑後川改修工事の砂で運動場の埋立拡張を実施。
- 1929年（昭和4年）11月 - 講堂および3教室を増築。
- 1935年（昭和10年）4月1日 - 青年学校令施行により、併置の実業補習学校が実業青年学校となる。
- 1936年（昭和11年）7月 - 二宮尊徳および大楠公の銅像が寄贈により建立される。
- 1937年（昭和12年）- 校地を拡張。
- 1938年（昭和13年）3月 - 校舎を増築。
- 1939年（昭和14年）3月 - 運動場を拡張。
- 1941年（昭和16年）4月1日 - 国民学校令施行により、「南茂安村国民学校」に改称。尋常科を初等科に改める。
- 1947年（昭和22年）4月1日  - 学制改革が行われる。
  - 南茂安村国民学校の初等科が、新制小学校「南茂安村立南茂安小学校」となる。
  - 南茂安村国民学校の高等科が青年学校の普通科とともに、新制中学校「南茂安村立南茂安中学校」となり、小学校に併設される。
- 1948年（昭和23年）- 校歌を制定。
- 1949年（昭和24年）12月23日 - 中学校校舎が完成。
- 1950年（昭和25年）2月13日 - 筑後川の渡し船が転覆し、登校中の児童6人が死亡する「天建寺渡し船転覆事故」が発生[7][8]。
- 1951年（昭和26年）から1952年（昭和27年）- 校舎を改築。
- 1954年（昭和29年）- 第三校舎が完成。
- 1955年（昭和30年）4月1日 - 2村[9]合併により、「三根村立南茂安小学校」に改称。
- 1956年（昭和31年）4月1日 - 「三根村立三根東小学校」に改称。
- 1959年（昭和34年）- 剣道部を創設。
- 1962年（昭和37年）5月1日 - 町制施行により、「三根町立三根東小学校」に改称。
- 1963年（昭和38年）
  - 3月31日 - 統合のため、隣接地の三根東中学校が閉校[10]。
  - 7月 - プールが完成。
- 1965年（昭和40年）4月 - 特殊学級（現：特別支援学級）を設置。
- 1966年（昭和41年）- 岩石園が完成。
- 1967年（昭和43年）- 校門を拡張。
- 1969年（昭和44年）- 学校給食を開始。
- 1973年（昭和48年）3月 - 体育館が完成。
- 1974年（昭和49年）- 鉄筋コンクリート造3階建ての新校舎が完成。校門を新設。
- 1975年（昭和50年）- 管理棟が完成。
- 1983年（昭和58年）5月 - 育友会をPTAと改称。
- 1991年（平成3年）3月 - 管理棟が新築完成。
- 1994年（平成6年）10月 - パソコン室が完成。
- 2005年（平成17年）3月1日 - 3町[11]合併により、「みやき町立三根東小学校」（現校名）に改称。
- 2009年（平成21年）6月 - 体育館の耐震工事が完了。
- 2011年（平成23年）7月 - 北校舎の耐震工事が完了。
- 2014年（平成26年）1月 - 放課後児童クラブ施設を新築。

## 交通
最寄りの鉄道駅
- JR九州
  - 長崎本線 「吉野ヶ里公園駅」
  - 九州新幹線 「久留米駅」

最寄りの幹線道路
- 国道264号「三根東小入口」交差点

## 周辺
- 矢俣八幡神社
- 三根クリーク公園
- 筑後川

## 参考資料
- 「三根町史」（1984年（昭和59年）3月, 三根町史編さん委員会・三根町）p.793～801, p.808～p.814, p.821～p.831